# Łenkiwci (obwód czerniowiecki)
Łenkiwci (ukr. Ленківці) – wieś na Ukrainie, w obwodzie czerniowieckim, w rejonie dniestrzańskim, w hromadzie Kielmieńce. W 2021 liczyła 1972 mieszkańców.
We wsi znajduje się przystanek kolejowy Łenkiwci, położony na linii Chmielnicki – Kelmieńce.